# STAB2
STAB2‏ (Stabilin 2) هوَ بروتين يُشَفر بواسطة جين STAB2 في الإنسان.